# Neophyllomyza magnipalpis
Neophyllomyza magnipalpis är en tvåvingeart som först beskrevs av Samuel Wendell Williston  1896.  Neophyllomyza magnipalpis ingår i släktet Neophyllomyza och familjen sprickflugor. Inga underarter finns listade i Catalogue of Life.